# Sarahah
Sarahah (サラハ・アラビア語: صراحة)とは匿名フィードバックを提供するソーシャル・ネットワーキング・サービスである。サラハはアラビア語で「率直さ」や「正直」を意味する。ザイン・アル＝アビディン・タウフィクが2016年末に開発したが、2017年中頃に突如世界的な成功を収めた。この躍進はSnapchatのアップデートでユーザーのスナップ上にURLを共有できるようになったことと深く関係している。テキストメッセージを送ったり、読んだ人が匿名で返信をすることが可能である。
2017年8月26日、Sarahahのモバイルアプリがユーザーの連絡帳を自社のWebサーバに許可なく保存していることが発覚した。
2018年1月12日、オーストラリアクイーンズランド州の女性が、13歳の娘が友達に自殺の促しを含む暴力的なメッセージを送られたとしてSarahahやその他同種のアプリケーションの禁止を求める請願を行ったと報じられた。スペシャル・ブロードキャスティング・サービスの報道によれば「アップルのApp StoreやGoogle PlayにSarahahなど匿名で返信を行えるアプリケーションの配信停止を求めた」としている。2月21日、アップルもGoogleも配信停止したと報じられた。